# Jonas Ernelind
Jonas Hans Ernelind (* 31. März 1976 in Göteborg; † 25. Februar 2011 ebenda) war ein schwedischer Handballspieler.
Ernelind begann in der Jugend beim schwedischen Verein IK Sävehof, mit dessen Herrenmannschaft er später in der Elitserien spielte. Im Jahr 2000 unterzeichnete er einen Vertrag beim deutschen Bundesligisten THW Kiel. Nach nur einer Saison in Kiel schloss er sich dem Ligarivalen VfL Bad Schwartau an. Ein Jahr später ging die Bundesligalizenz von VfL an den HSV Hamburg über, für den er zwei weitere Jahre aktiv war. 2004 wechselte Ernelind zurück in seine Heimat, wieder zu IK Sävehof, mit dem er 2005 die schwedische Meisterschaft gewann. 2006 beendete er dort seine aktive Karriere.
Für die Nationalmannschaft Schwedens bestritt Ernelind 104 A-Länderspiele, in denen er 266 Tore warf.
Am 25. Februar 2011 starb er im Alter von 34 Jahren an Hautkrebs.

## Erfolge
- 2001: Vizeweltmeister
- 2002: Europameister
- 2005: Schwedischer Meister